# Sophie Grimaldi
Pour les articles homonymes, voir Grimaldi (homonymie).
Sophie Grimaldi, née Colette Ebran le 14 juin 1934 à Paris et morte le 29 mai 2024 à Sassetot-le-Mauconduit (Seine-Maritime) est une actrice française.

## Biographie

### Famille
Sophie Grimaldi est la mère de la chanteuse-comédienne-écrivain Caroline Grimm et de deux garçons, Marc (1966) et Stéphane (1970) qu’elle a eu avec Gilbert Ledermann.

## Filmographie

### Cinéma
- 1956 : Club de femmes de Ralph Habib : Jacqueline
- 1956 : Quelle sacrée soirée / Nuit blanche et rouge à lèvres de Robert Vernay
- 1957 : Escapade de Ralph Habib : la sœur d'Agnès
- 1958 : Et ta sœur / Ma sœur exagère de Maurice Delbez : Francine du Boccage* 1958 : Christine de Pierre Gaspard-Huit : Mizzie
- 1958 : Les Cousins de Claude Chabrol : la fille aux Champs-Élysées
- 1958 : Guinguette de Jean Delannoy : la méridionale
- 1960 : Le Dialogue des Carmélites de R.L Bruckberger et Philippe Agostini : Sœur Anne de Jésus
- 1960 : Le Gigolo de Jacques Deray : Colette
- 1961 : Les Godelureaux de Claude Chabrol : la fiancée
- 1961 : Le Capitaine Fracasse de Pierre Gaspard-Huit : Zerbine, la soubrette
- 1961 : Cadavres en vacances / Pas si folles les guêpes de Jacqueline Audry : la soubrette
- 1961 : Tout l'or du monde de René Clair et Claude Pinoteau : l'actrice
- 1962 : L'Éternité pour nous de José Bénazéraf
- 1963 : Le Glaive et la Balance d'André Cayatte : Brigitte
- 1963 : Les Femmes d'abord de Raoul André
- 1963 : Chair de poule de Julien Duvivier : la starlette
- 1963 : Bébert et l'Omnibus d'Yves Robert : la jolie rousse
- 1963 : Dragées au poivre de Jacques Baratier
- 1968 : Le Cerveau de Gérard Oury et Claude Clément : la blonde du train
- 1974 : La Main à couper d'Etienne Périer
- 1975 : Au-delà de la peur de Yannick Andreï
- 1977 : Gloria de Claude Autant-Lara : (Florence)
- 1977 : Le Passé simple de Michel Drach
- 1979 : L'associé de René Gainville
- 1980 : T'inquiète pas, ça se soigne d'Eddy Matalon : Mme Duval
- 1981 : Celles qu'on n'a pas eues de Pascal Thomas : Lucie
- 1984 : Fort Saganne d'Alain Corneau : Lady de Saint-Ilette
- 1985 : Scout toujours... de Gérard Jugnot : Madeleine, la mère
- 1999 : Vénus beauté (institut) de Tonie Marshall : madame Langevin
- 1999 : Pas de nouvelles, bonnes nouvelles de Patrick Malakian - court métrage -

### Télévision
- 1963 : Les choses voient d'André Pergament : Rose
- 1968 : Sylvie des trois Ormes d'André Pergament : Régine
- 1969 : Le Trésor des Hollandais de Philippe Agostini : la mère de Jacinthe
- 1970 : Tête d'horloge de Jean-Paul Sassy : Mme Verjou, mère
- 1972 : Les Chemins de pierre de Joseph Drimal : Babette
- 1972 : Pont dormant de Fernand Marzelle
- 1980 : Les aventures d'Yvon Dikkebusch de Maurice Failevic : la secrétaire
- 1986-1988 : Espionne et tais-toi de Claude Boissol : la mère d'Agnès
- 1990 : Marie Pervenche de Claude Boissol : l'ambassadrice
- 1998 : Belle Grand-mère de Marion Sarraut : Marie-Rose
- 2004 : Les Eaux troubles de Luc Béraud : Mme Morvan

## Théâtre
- 1958 : Les portes claquent de Michel Fermaud, mise en scène Christian-Gérard, Théâtre Daunou
- 1962 : Bichon de Jean de Letraz, mise en scène Jean Meyer, Théâtre Édouard VII
- 1962 : Adorable Julia de Marc-Gilbert Sauvajon et Guy Bolton d'après Somerset Maugham, Théâtre Sarah Bernhard